# NATSU☆しようぜ!
『NATSU☆しようぜ!』（なつしようぜ）は2016年7月7日に発売されたIDOLiSH7の2枚目のシングルである。本作は企画CDと位置付けられており、ドラマパートが収録されている。
スマートフォン向けアプリ『アイドリッシュセブン』の作中において「NATSU☆しようぜ！」はもともとIDOLiSH7のメジャーデビュー曲として用意されていたものの、その作曲家がIDOLiSH7の事務所からデモテープを持ち去り、ライバルグループであるTRIGGERに新曲として提供したという設定があり、IDOLiSH7のバージョンとTRIGGERのバージョンでは歌詞が異なる。また、本シングルにはこの2組によるバージョンも収録されており、それに合わせて歌詞も一部変更されている。なお、TRIGGER単体によるバージョンは、彼らのデビューシングル「SECRET NIGHT」に収録されている。

## 収録曲
| #  | タイトル                                                     | 作詞       | 作曲     | 編曲     |
| -- | ------------------------------------------------------------ | ---------- | -------- | -------- |
| 1. | 「『夏ノ島音楽祭』復活の狼煙」(ドラマパート)                 |            |          |          |
| 2. | 「NATSU☆しようぜ!」                                          | 結城アイラ | 河田貴央 | 河田貴央 |
| 3. | 「『夏ノ島音楽祭』伝説の生まれた場所」(ドラマパート)         |            |          |          |
| 4. | 「NATSU☆しようぜ! feat.TRIGGER」                             | 結城アイラ | 河田貴央 | 河田貴央 |
| 5. | 「永遠にくりかえすミュージック～潮騒の中で～」(ドラマパート) |            |          |          |

## リリース
本作は2016年7月7日に企画CDとして発売された。
また、2018年7月7日からはアメリカ合衆国のiTunes USにおいてほかの関連楽曲とともに配信された。

## アートワーク
本作のジャケットはキャラクターデザインを手掛けた種村有菜が描き下ろしており、種村がナタリーとのインタビューで語ったところによると、ラフ案を5種類ほど提出したという。また、種村はプロデューサーから企画CDである旨を聞かされ、思いっきり遊ぼうと1枚の絵に楽しめるポイントを盛り込んだと話しており、ばっちり決めたというよりはむしろ素の表情を写したスナップ写真のようだとも語っている。

## 反響

### チャート成績
7月6日付のオリコンデイリーランキングでは0.7万枚を売り上げ2位にランクイン。1stシングルの3位を上回りデイリー最高順位を更新した。7月18日付のオリコン週間シングルランキングで2.1万枚を売り上げて4位にランクイン。アイナナ作品の最高初週売上と最高位をそれぞれ更新した。
また、ビルボードにおいてもHot Animationにおいてシリーズ初の1位を獲得した。

### 評価
ライターの満島エリオはリアルサウンドに寄せたアルバム「Opus」のレビュー記事の中で「NATSU☆しようぜ!」について、とにかく元気があふれる曲だとし、「細かな掛け合いや合いの手が楽しく、ライブでも盛り上がり必至のナンバーだ。」と評価している。